# Vin de palme
Le vin de palme est une boisson alcoolisée obtenue par fermentation naturelle de sève de palmier. C'est une boisson traditionnelle dans la plupart des régions tropicales, elle est très répandue en Asie du Sud-Est, Afrique du Nord surtout dans les régions proches du Sahara ainsi qu'en Afrique subsaharienne.
La sève est extraite de différentes espèces de palmiers : le palmier dattier au Maghreb, le palmier à huile africain (Elaeis guineensis), le raphia (Raphia vinifera) et le rônier (Borassus aethiopium) en Afrique subsaharienne, le palmier sucrier (Arenga pinnata) ou le palmier de Palmyre en Inde du Sud et en Asie du sud-Est, le nypa (Nypa fruticans) dans les zones de marécages et les mangroves, le raphia (Raphia vinifera), le cocotier (Cocos nucifera) ailleurs. Le Jubaea chilensis était utilisé au Chili, mais il est depuis protégé.
Lorsqu'il vient d’être récolté, le jus est de couleur blanche et laiteuse, doux et plutôt sucré. Au fil des heures, la fermentation s'accroit, le vin produit devient pétillant, fort, parfois âpre, et prend une teinte plus foncée. Par son goût et sa légère effervescence, le vin de palme est plutôt plus proche d'un cidre que d'un vin.

## Histoire
Les Babyloniens fabriquaient du vinaigre à partir du vin de palme dès le Ve millénaire av. J.-C..

## Caractéristiques
Son aspect est celui d'un liquide plus ou moins clair d'un goût aigre. Son degré d'alcool se situe de 7,5 à 11,5 % (alc./vol.). Le sucre réducteur est d'environ 20 g/l à 45 g/l. Treize acides aminés, acide acétique, lactique, tartrique. Acidité est supérieure à 2,7 g d'acide acétique. pH : de 3,5 à 4,5.

### Récolte

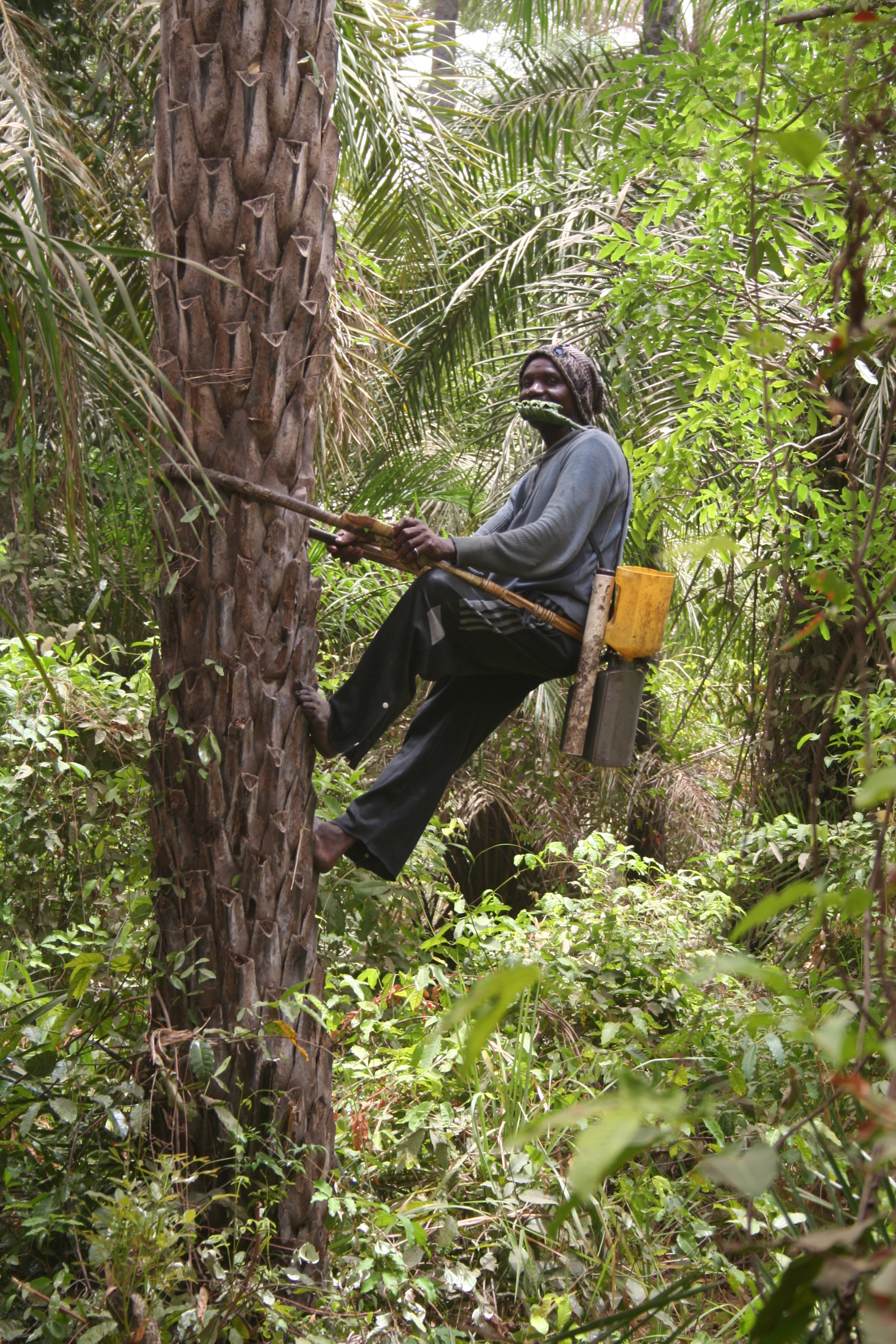
Technique traditionnelle de récolte de vin de palme.

La récolte se fait principalement en saison sèche et constitue une activité annexe à l'agriculture.
Il y a trois techniques de récolte :
- Couper, en haut de l'arbre, une partie de la spathe (pièce florale en forme de feuille), puis à pratiquer des incisions horizontales sur la tige de la spadice, le bourgeon terminal (une inflorescence en forme d'épi), d'où la sève s'écoule vers un entonnoir en feuilles de palmier, qui fait couler la sève dans une bouteille. Plusieurs fois par jour l’entaille est rouverte pour débloquer le flux de sève; un arbre peut produire plusieurs litres par jour. Cette technique permet une récolte pendant un mois, mais c'est une activité qui présente un risque car elle oblige à monter plusieurs fois par jour en haut des palmiers et les chutes ne sont pas rares (souvent par manque de mesure de sécurité élémentaire). Un arbre ainsi traité ne fera pas de fruit pendant la saison[3].
- Effectuer des incisions dans le stipe et des récipients y sont accrochés (comme pour l'érable à sucre)
- Abattre un arbre que l’on retaille régulièrement[4]. Ce vin de palme est dit « de seconde catégorie ».

Au Sri Lanka, l'extraction du toddy du palmier palmyre (Borassus flabellifer) est très développée. L'entaillage se fait de la même manière avec ce palmier qu'avec le cocotier, mais il donne plus de sève. En Indonésie aussi, surtout dans les parties sèches des îles (éloignées de la mousson), la plante appelée palmier lontar y est régulièrement exploitée pour produire de l'arrack,.

### Fermentation

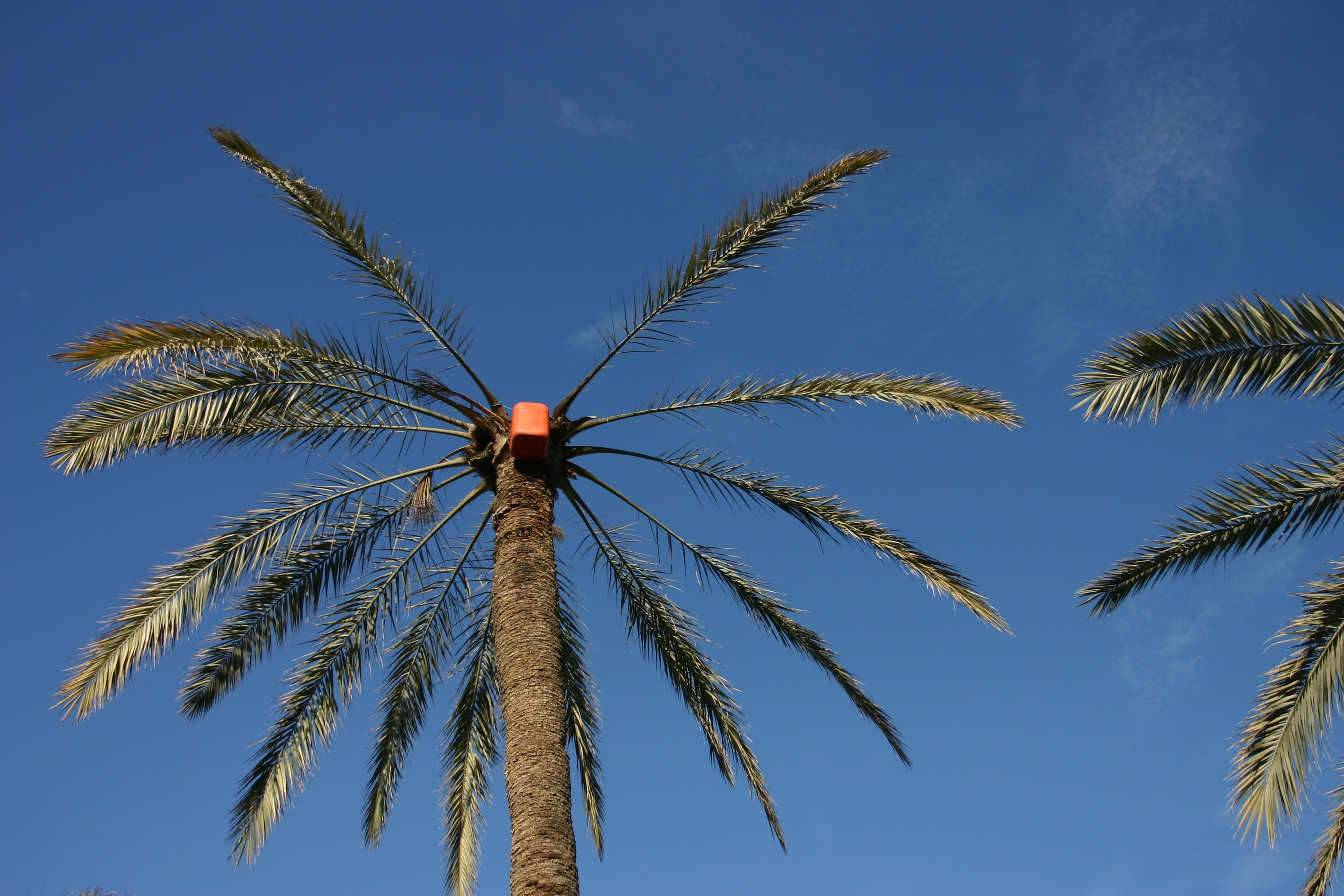
Palmier dont est extraite la sève qui s'écoule dans un récipient

Par sa vitesse de fermentation, le vin de palme est facile et peu coûteux à produire : presque dès la sortie de l'arbre, il titre déjà 1 à 2 degré d'alcool. En 2 heures, la sève peut faire 4° et 72 heures après jusqu'à 12°. Après quatre jours, la fermentation acétique prend le dessus et il devient trop acide pour être bu.
Il est alors soit utilisé comme vinaigre soit, le plus souvent, distillé pour en obtenir de l'alcool fort (connu sous les noms de sodabi au Bénin et au Togo, kimapoussé au Mali et au Burkina Faso ou d'akpeteshie au Ghana, koutoukou en Côte d'Ivoire, etc.).
La première technique de récolte (couper le spathe) permet d'obtenir un vin qui contient de l'éthanol alors que la seconde contient du méthanol et du propanol ce qui en fait un produit nocif.

### Consommation
Le vin de palme quand il est très sucré peut être utilisé frais pour parfumer des denrées alimentaires comme le couscous ou pour y tremper du pain. Rapidement fermenté, son utilisation sous forme de boisson alcoolisée est alors répandue. Au Cameroun par exemple, il a une valeur importante et il est impératif d'en servir lors d'un mariage. En effet, cela scelle l'union pour l'éternité.
La consommation du vin de palme est interdite par les préceptes islamiques, ce qui conduit à une production souvent semi-clandestine ; le produit n'est alors pas commercialisé. Dans certaines régions, comme le sud de la Tunisie, il n'est toutefois pas difficile à obtenir ; on peut ainsi le goûter dans les palmeraies non productrices de dattes et dans les souks.

## Nom selon les pays
- Afrique du Sud : ubusulu
- Angola : maruvo
- Algérie : Legmi[9], en arabe لاقمي

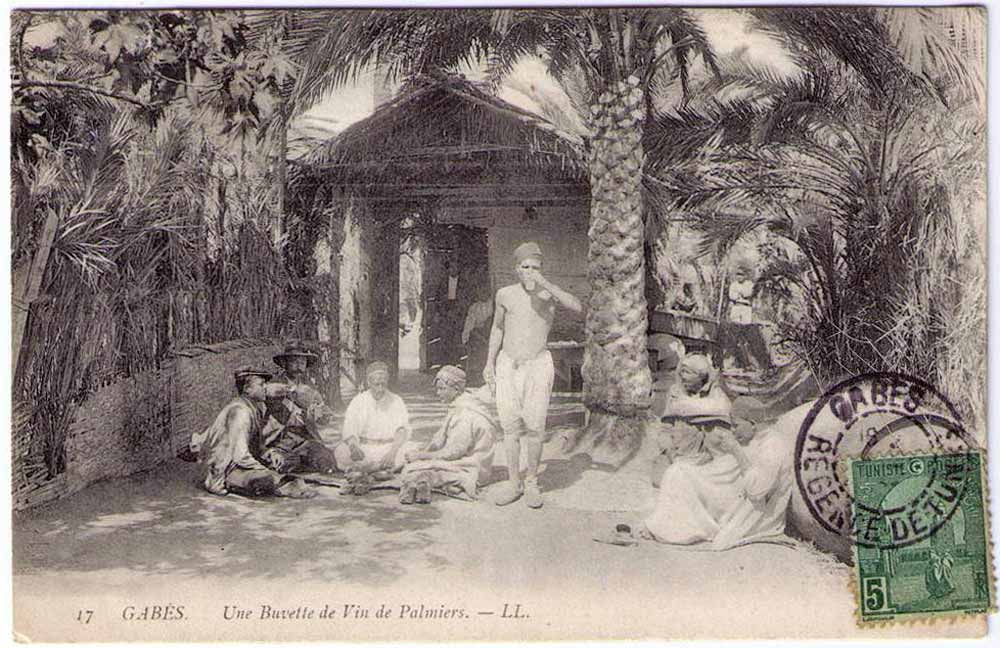
Buvette de legmi à Gabès au début du XX.

- Bénin : atan donnant le sodabi une fois distillé
- Birmanie : htan yay
- Bornéo : tuba
- Burkina Faso : bangui
- Cameroun : mimbo, matango, mbuh, palm wine, sodébi (donnant l'odontol une fois distillé)
- Cambodge : teuk tnoaot tchou (ទឹកត្នោតជូរ /tɨk tnaot chuu)[10]
- Centrafrique : kangoya
- Chine : panam culloo
- Congo-Brazzaville : nsamba (kikongo), Masanga ya mbila (Lingala)
- Congo-Kinshasa : nsamba (Kikongo)
- Comores : trembo
- Costa Rica : vino de coyol
- Côte d'Ivoire : bandji (groupe ethnique Akan) donnant le koutoukou une fois distillé
- Djibouti : dooma
- Gabon : toutou, malamba
- Ghana : doka, nsafufuo, palm wine, yabra, déha
- Guinée : bandji (emprunté de l'Akan), tougui yé (Soussou)
- Indonésie : tuak, ou saguer dans la partie orientale
- Inde : kallu (Kerala, Tamil Nadu, Pondichéry, Karnataka, Andhra Pradesh), tadi (Bihar, Bengale occidental, Assam), toddy, tari, nīra, padanīr (jus frais)
- Libye : lāgbi (désigne le jus frais ou fermenté)
- Madagascar : trembo
- Malaisie : kallu, nira (Malais), toddy (Anglais), bahar (Kadazan/Dusun), goribon (Rungus)
- Maroc : legmi
- Mayotte : trembo vurga[11]
- Mexique : tuba
- Namibie : otusu[12]
- Nigeria : emu, oguro, ogogoro, palm wine, palmy tombo liquor, nnmaya ngwo
- Papouasie-Nouvelle-Guinée : segero, tuak
- Philippines : tuba, lambanog, bahal (Visaya)
- Sénégal : bunuk (Diola), Seung (Wolof)
- Sierra Leone : poyo
- Sri Lanka : raa, kallu, tuak (alcool)
- Togo : dé-ha : (ha = boisson; dé = palmier)
- Timor oriental : tuaka, tua mutin, tua sabu (alcool)
- Tunisie : qêshem[13], legmi mayeet (alcool)
- Tuvalu : toddy
- Viêt Nam : rượu dừa

Le terme legmi est d'origine arabe mais a aussi été intégré dans tous les dialectes berbères ; il a subi certaines modifications à travers les diverses régions du Maghreb. Ainsi, la forme connue à Tripoli, legbi, possède une étymologie populaire selon Eugenio Griffini : lâga bî-ya (« cela me plaît »).